# Дебри-ДВ
«Де́бри-ДВ» — российское электронное периодическое издание, специализирующееся на аналитической информации по Дальневосточному федеральному округу. Зарегистрировано как СМИ в 2011 году, с 2006 года работает как электронный архив. Редакция находится в Хабаровске.
«Дебри-ДВ» позиционирует себя как независимое общественно-политическое издание. Свидетельство о регистрации СМИ: ЭЛ № ФС77-45537 выдано Федеральной службой по надзору в сфере связи, информационных технологий и массовых коммуникаций (Роскомнадзор) 16.06.2011 года.
«Дебри-ДВ» вошло ТОП-15 самых цитируемых СМИ Хабаровского края медиа-рейтинга от Медиалогии в 2012 году.
На сайте 277 персональных разделов известных людей на Дальнем Востоке в алфавитном порядке: от Абрамовича Р. А. до Яровой И. А.

## История
Сайт «Дебри-ДВ» создан журналистом Константином Пронякиным и web-программистом Павлом Бакановым.
20 апреля 2006 года сайт открыт, как электронный частный архив. Основной фонд архива составляют публикации газет и журналов, изданные книги, а также рукописи по дальневосточной (РФ) тематике. Доступ к архивным документам является открытым в электронном виде.
16 июня 2011 года на сайте стала распространяться информация СМИ «Дебри-ДВ», согласно свидетельству о регистрации СМИ (ЭЛ № ФС77-45537), выданному в Роскомнадзоре.
В 2010 году на сайте открыт раздел «Бумажные газеты» специально для печатных изданий, которые не имеют своих сайтов.
1 апреля 2013 года на сайте запущена колонка новостей и оперативной информации.
В 2015 году на сайте открыт раздел блогов.
В 2017 году в выходных данных появился знак «Открытая ладонь», который в редакции объяснили тем, что это «СМИ не получает субсидий, не занимается пропагандой».

## Разделы сайта
- Суд, криминал, прокуратура.
- Политика, власть.
- Экономика, деньги.
- Армия.
- Спецслужбы.
- Катастрофы, экология.
- Наука, история, образование, СМИ.
- Отдых, развлечения.
- Бумажные издания.
- Видео фильмы.

## Руководство
Учредитель: Пронякин К. А.
Главный редактор: Харитонова И. Ю..
Редакционный совет на общественных началах: К. А. Пронякин (Хабаровск), И. Ю. Харитонова (Хабаровск), А. Э. Мирмович (Хабаровск), Ю. Н. Юрьев (Комсомольск-на-Амуре), Ю. В. Ковалев (Комсомольск-на-Амуре), Л. Н. Левина (Комсомольск-на-Амуре), А. Ю. Жданов (Хабаровск), Е. Н. Голубь (Биробиджан), С. Н. Бурындин (Биробиджан), Б. М. Сухинин (Южно-Сахалинск), О. В. Егорова (Фокино Приморского края), М. И. Курбанов (Хабаровск).

## Судебные преследования
В 2010 году Железнодорожный районный суд Хабаровска удовлетворил иск о защите чести, достоинства и деловой репутации депутата Госдумы, секретаря Союза журналистов России Б. Л. Резника к сайту и журналисту Константину Пронякину и взыскал в качестве компенсации морального вреда 300 тыс. рублей.
Поводом для выдвижения исковых требований явилось то, что в 2009 году на сайте были перепечатаны две критические статьи в адрес депутата Резника.
Депутат Государственной думы Виктор Илюхин обратился ко всем журналистам России собрать деньги на иск. Позже, президиум Хабаровского краевого суда снизил сумму иска до 70 тыс. рублей, признав «высокий статус истца» Резника в решении антиконституционным. Журналист, тем не менее, подал заявление в Европейский суд по правам человека.
В 2010 году Совет судей Хабаровского края написал жалобу в общественную коллегию по жалобам на прессу на журналистов К. А. Пронякина и И. Ю. Харитонову в связи с публикациями на сайте «Дебри-ДВ» и в газете «Хабаровский экспресс», заявив о их предвзятости, о том, что их публикации направлены на понижение авторитета судебной власти и престижа профессии судьи, а также на подрыв доверия населения к органам правосудия.
Коллегия по жалобам на прессу доводы судей не подтвердила, и призвала Совет судей Хабаровского края пересмотреть принятые ранее решения по вопросам взаимодействия со СМИ, воздержаться от слишком общих обвинений таких, как «подрыв доверия населения к органам правосудия».
В 2011 году за справочно-биографическую статью «Полномочное древо Виктора Ишаева», где упоминались высокопоставленные лица Дальнего Востока, в том числе, Виктор Ишаев — тогдашний полпред президента РФ в ДФО, на сайт, газету «Хабаровский экспресс» и журналистов Константина Пронякина и Ирину Харитонову подали сразу шесть однотипных исков.
В списке истцов: Ю. Л. Хризман, генерал-лейтенант, тогдашний начальник ФГУП «Дальспецстрой», член политсовета Хабаровского РО «Единая Россия»; В. А. Баранов, генерал-майора милиции, экс-начальник УВД по Хабаровскому краю (2001—2007); В. С. Чечеватов, генерал-полковник в отставке, экс-командующий войсками ДВО (1992—1999); А. Г. Шишкин, тогдашний депутат Государственной думы РФ от «Единой России» (региональная группа № 29 Хабаровский край, Еврейская автономная область), ныне сенатор от Хабаровского края, два иска от В. И. Новожилова, генерал-полковника в отставке, экс-командующего войсками ДВО (1989—1992).
Все требовали возмещения морального вреда в 500 тыс. рублей за иск, то есть, всего 3 млн рублей. А начинался каждый иск так: «Из контекста статьи следует, что в Хабаровском крае создано преступное сообщество — „дерево“…».
Журналист Ирина Харитонова заявляла:

 «Нам устроили настоящее судилище в хабаровских судах. Было бы за что — убили! А все потому, что мы посмели против шерсти „погладить“ самого полпреда в ДФО Виктора Ивановича Ишаева. За два года мы до сих пор не вышли из судебных процессов. И тут бесполезно что-либо доказывать».

Суд признал несоответствующими действительности ряд утверждений и постановил авторам статьи выплатить за причинённый моральный ущерб 210 тысяч рублей, в частности, В. И. Новожилову по 20 тыс. рублей от каждого из двоих журналистов (всего 40 тыс. рублей), А. Г. Шишкину — по 35 тыс. рублей, В. А. Баранову — по 20 тыс. рублей, В. С. Чечеватову — по 30 тыс. рублей, Ю. Л. Хризман отказался от иска, подписав мировое соглашение.
Журналисты вели на сайте хронику судебных преследований, где выкладывали все документы.
Также они обратились в Европейский суд по правам человека, подав восемь заявлений.
В 2012 году российский правозащитник и диссидент со стажем Владимир Шаклеин, прибыв в Хабаровск, встретился с журналистами и изучив документы судов, увидел признаки «заказных» судебных решений.
7 декабря 2021 года ЕСПЧ принял решение по жалобам № 74389/10 (дело с Б. Л. Резником) и № 15503/13 (дело с В. И. Новожиловым, А. Г. Шишкиным, В. А. Барановым, В. С. Чечеватовым по ст. «Полномочное древо Виктора Ишаева»). Суд установил нарушение статьи 10 Конвенции (Свобода выражения мнения).